# Janž Znojilšek
Janž Znojilšek (tudi Johann Snoilshik), slovenski protestantski pridigar, in pesnik, * (?) 1568, Ljubljana, † 21. april 1659, Esens, Vzhodna Frizija, Nemčija.

## Življenje in delo
Znojilšek se je med leti (1584 do 1586) izobraževal v znameniti šoli v nekdanjem cisterijanskem samostanu Schulpforta blizu Jene v Turingiji in Wittenbergu (1587 do 1588) ter leta 1591 končal šolanje z magisterijem v Jeni. Med študijem je sodeloval z Dalmatinom pri ugotavljanju in odpravljanu napak pred tiskanjem Biblije. Vmes je 1588 poučeval na stanovski šoli v Ljubljani, kjer je bil 1592 tudi pridigar in 1594 cerkveni šolski nadzornik. Iz tega obdobja je znano tudi njegovo slovstveno delovanje. V pesmarici Ta celi catehismus, eni psalmi inu...kesčanske pejsni, ki je izšla 1595 v Tübingenu, sta objavljena njegova dva prevoda dveh nemških pesmi (Ena lepa duhovna peisen ter Ena peisen zuper vse souražnike te vere). Istega leta je v Tübingenu izšel tudi njegov prevod malega Lutrovega katekizma (Katechismus Doctoria Martina Luthra) s štirimi, verjetno njegovimi pesmimi, ki se odlikujejo z oblikovnim smislom za estetiko in sproščenostjo. Znojilšek je bil leta 1598 izgnan iz Ljubljane, zato je 1600 sprva odšel v Tübingen ter nato služboval v različnih krajih. Na univerzi v Heilbronnu je bil med letoma 1626 in 1637 protestantski župnik (pastor) in profesor hebrejščine. Leta 1637 je zapustil Heilbronn, se preselil v zahodno Frizijo, kjer je prav tako opravljal službo pastorja.
Znojilškov potomec naj bi bil švedski realistični pesnik Carl Snoilsky (1841–1903).